# 中鼩鼱
中鼩鼱（学名：Sorex caecutiens）为鼩鼱科鼩鼱属的动物。分布于欧亚大陆北部各地，包括中国大陆，黑龙江、内蒙古、甘肃、河南、吉林、西藏等地，多见于山地森林、灌丛以及森林草原。该物种的模式产地在贝加尔湖。

## 亚种
- 中鼩鼱甘肃亚种（学名：Sorex caecutiens cansulus），Thomas于1912年命名。在中国大陆，分布于甘肃等地。该物种的模式产地在甘肃临潭。[3]
- 中鼩鼱黑龙江亚种（学名：Sorex caecutiens koreni），Allen于1914年命名。在中国大陆，分布于内蒙古（呼伦贝尔）、黑龙江等地。该物种的模式产地在西伯利亚东北部科拉马河口。[4]
- 中鼩鼱东北亚种（学名：Sorex caecutiens macropygmaeus），Miller于1901年命名。在中国大陆，分布于黑龙江、吉林等地。该物种的模式产地在堪察加。[5]